# 1952 dans les parcs de loisirs
| Années des parcs de loisirs : 1949 - 1950 - 1951 - 1952 - 1953 - 1954 - 1955    |
| Décennies des parcs de loisirs : 1920 - 1930 - 1940 - 1950 - 1960 - 1970 - 1980 |

## Parcs d'attractions

### Ouverture
- Efteling ( Pays-Bas) Ouvert au public le 31 mai.
- Memphis Kiddie Park (en) Ouvert au public le 28 mai.

## Attractions

### Montagnes russes

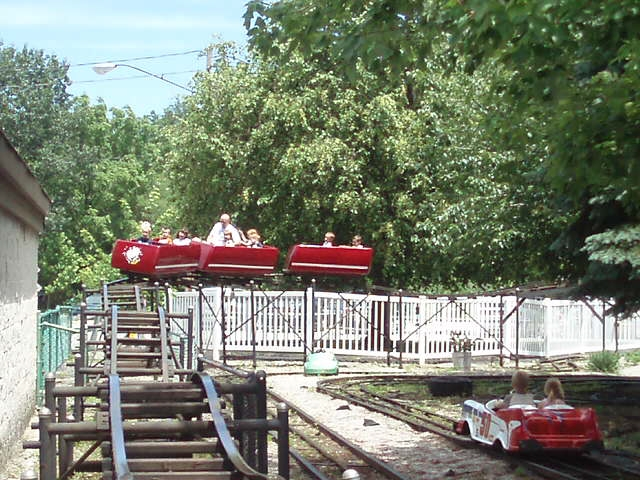
Little Dipper à

| Nom           | Type/Modèle | Constructeur            | Parc                       | Pays       |
| ------------- | ----------- | ----------------------- | -------------------------- | ---------- |
| Little Dipper | Junior      | Bradley and Kaye        | Memphis Kiddie Park (en)   | États-Unis |
| Little Dipper | Junior      | Allan Herschell Company | Quassy Amusement Park (en) | États-Unis |
| Super Coaster | Junior      | Allan Herschell Company | Cedar Point                | États-Unis |

- Little Dipper à Memphis Kiddie Park (en)

### Autres attractions
| Nom                                | Type/Modèle     | Constructeur | Parc     | Pays     |
| ---------------------------------- | --------------- | ------------ | -------- | -------- |
| Bois des Contes (« Sprookjesbos ») | Bois des contes | Efteling     | Efteling | Pays-Bas |